# Georgia Film Critics Association Awards 2017
6. ročník předávání cen asociace Georgia Film Critics Association se konal dne 12. ledna 2018. Nominace byly oznámeny dne 8. ledna 2018.

## Vítězové a nominovaní

### Nejlepší film
Lady Bird
- Baby Driver
- Pěkně blbě
- Dej mi své jméno
- The Disaster Artist
- Dunkerk
- The Florida Project
- Uteč
- Přízrak
- Tvář vody
- Tři billboardy kousek za Ebbingem

### Nejlepší režisér
Greta Gerwig – Lady Bird
- Guillermo del Toro – Tvář vody
- Jordan Peele – Uteč
- Christopher Nolan – Dunkerk
- Edgar Wright – Baby Driver

### Nejlepší adaptovaný scénář
Scott Neustadter a Michael H. Weber – The Disaster Artist
- Aaron Sorkin – Velká hra
- Virgil Williams a Dee Rees – Mudbound
- James Ivory – Dej mi své jméno
- Scott Frank a James Mangold – Logan: Wolverine

### Nejlepší původní scénář
Uteč – Jordan Peele
- Tvář vody – Guillermo del Toro a Vanessa Taylor
- Pěkně blbě – Emily V. Gordon a Kumail Nanjiani
- Lady Bird – Greta Gerwig
- Tři billboardy kousek za Ebbingem – Martin McDonagh

### Nejlepší herec v hlavní roli
Daniel Kaluuya – Uteč
- James Franco – The Disaster Artist
- Gary Oldman – Nejtemnější hodina
- Timothée Chalamet – Dej mi své jméno
- Andy Serkis – Válka o planetu opic

### Nejlepší herečka v hlavní roli
Saoirse Ronan – Lady Bird
- Frances McDormandová – Tři billboardy kousek za Ebbingem
- Jessica Chastainová – Velká hra
- Sally Hawkins – Tvář vody
- Margot Robbie – Já, Tonya

### Nejlepší herec ve vedlejší roli
Willem Dafoe – The Florida Project
- Sam Rockwell – Tři billboardy kousek za Ebbingem
- Richard Jenkins – Tvář vody
- Woody Harrelson – Tři billboardy kousek za Ebbingem
- Michael Stuhlbarg – Dej mi své jméno

### Nejlepší herečka ve vedlejší roli
Laurie Metcalf – Lady Bird
- Tiffany Haddish – Girls Trip
- Holly Hunter – Pěkně blbě
- Allison Janney – Já, Tonya
- Tatiana Maslany – Silnější
- Bria Vinaite – The Florida Project

### Nejlepší obsazení
- Uteč
- Lady Bird
- Mudbound
- Akta Pentagon: Skrytá válka
- Tři billboardy kousek za Ebbingem

### Nejlepší dokument
Jane
- Dawson City: Frozen Time
- Jim & Andy: The Great Beyond
- Kedi
- LA 92

### Nejlepší cizojazyčný film
Čtverec
- 120 BPM
- Fantastická žena
- Odnikud
- Thelma

### Nejlepší animovaný film
Coco
- LEGO Batman film
- S láskou Vincent
- Živitel
- Jak se mi potopila střední škola

### Nejlepší kamera
Hoyte van Hoytema – Dunkerk
- Roger Deakins – Blade Runner 2049
- Dan Laustsen – Tvář vody
- Rachel Morrison – Mudbound
- Alexis Zabe – The Florida Project

### Nejlepší vizuální efekty
Blade Runner 2049
- Tvář vody
- Kráska a zvíře
- Dunkerk
- Válka o planetu opic

### Nejlepší výprava
Dennis Gassner a Alessandra Querzola – Blade Runner 2049
- Nathan Crowley a Gary Fettis – Dunkerk
- Rick Carter, Kim Jennings a Deborah Jensen – Akta Pentagon: Skrytá válka
- Paul D. Austerberry, Shane Vieau a Jeff Melvin – Tvář vody
- Rick Heinrichs – Star Wars: Poslední z Jediů

### Nejlepší skladatel
Hans Zimmer – Dunkerk
- Benjamin Wallfisch a Hans Zimmer – Blade Runner 2049
- Jonny Greenwood – Nit z přízraků
- Dario Marianelli – Nejtemnější hodina
- Alexandre Desplat – Tvář vody
- John Williams – Akta Pentagon: Skrytá válka
- Michael Giacchino – Válka o planetu opic

### Nejlepší filmová píseň
„Remember Me“ – Kristen Anderson-Lopez a Robert Lopez (Coco)
- „I Get Overwhelmed“ – Daniel Hart (Přízrak)
- „Mighty River“ – Mary J. Blige, Raphael Saadiq a Taura Stinson (Mudbound)
- „Mystery of Love“ – Sufjan Stevens (Dej mi své jméno)
- „This Is Me“ – Pasek a Paul (Největší showman)

### Nejlepší obsazení
Tři billboardy kousek za Ebbingem
- Uteč
- Lady Bird
- Mudbound
- Akta Pentagon:Skrytá válka

### Objev roku
Jordan Peele
- Timothée Chalamet
- Greta Gerwig
- Tiffany Haddish
- Daniel Kaluuya
- Brooklyn Prince

### Ocenění Oglethorpe
Edgar Wright – Baby Driver